# Convenção de Viena sobre o Direito dos Tratados entre Estados e Organizações Internacionais ou entre Organizações Internacionais
A Convenção de Viena sobre o Direito dos Tratados entre Estados e Organizações Internacionais ou entre Organizações Internacionais (conhecida por seu acrônimo em inglês VCLTIO, Vienna Convention on the Law of Treaties between States and International Organizations or Between International Organizations) foi um tratado assinado em 21 de Março de 1986, redigido para complementar a Convenção de Viena sobre o Direito dos Tratados, de 1969, que lidava somente com o tratado entre os Estados. A VCLTIO deixou claro que a faculdade de celebrar tratados internacionais não era mais exclusividade dos Estados.
O artigo 85 da Convenção estabelece que ela entrará em vigor depois que seja ratificada por 35 Estados (organizações internacionais podem ratificá-la, mas tais ratificações não entram na totalização do número necessário para entrada em vigor) . Em 24 de agosto de 2010, o banco de dados de tratados da ONU listava a ratificação de apenas 29 Estados. Como consequência, a Convenção ainda não se encontra em vigor.
O Brasil assinou a Convenção em 21.3.1986, mas ainda não foi aprovado no Congresso Nacional e, por isso, não apresentou o instrumento de ratificação junto ao Secretário-Geral da ONU.